# رئيس وزراء النرويج
رئيس وزراء النرويج (بالنرويجية: statsminister) هو الزعيم السياسي للنرويج ورئيس حكومة النرويج. رئيس الوزراء ومجلس الوزراء (يتألف من جميع كبار رؤساء الإدارات الحكومية) مسؤولون بشكل مشترك عن السياسات والإجراءات أمام المَلِك والبرلمان وأمام حزبهم السياسي وفي نهاية المطاف أمام الناخبين.
طبقا لدستور النرويج الذي اعتُمد في 17 مايو 1814  فإن منصب رئيس الوزراء هو نتيجة للتشريع. فرئيس وزراء لديه القليل من الصلاحيات الآلية بحكم منصبه، ولكن شريطة أن يحظى بدعم من حزبه في البرلمان يمكنه السيطرة على السلطة التشريعية والسلطة التنفيذية (مجلس الوزراء)، وبالتالي يمارس سلطات كبيرة في الواقع. رئيس وزراء النرويج الحالي هي إرنا سولبرغ من حزب المحافظين، اعتبارا من سبتمبر 2014 .

## أطول من تولوا منصب رئيس الوزراء
| ت  | رئيس الوزراء         | حزب                      | أيام | السنوات والشهور والأيام     |
| -- | -------------------- | ------------------------ | ---- | --------------------------- |
| 1  | أينار غارهاردسن      | حزب العمال               | 6226 | 17 سنة و 17 يوما            |
| 2  | يوهان نيغورسفول      | حزب العمال               | 3750 | 10 سنة و 3 أشهر و 5 أيام    |
| 3  | غرو هارلم برونتلاند  | حزب العمال               | 3691 | 10 سنة، 1 شهر و 9 أيام      |
| 4  | ينس ستولتنبرغ        | حزب العمال               | 3518 | 9 سنوات و 7 أشهر و 17 يوما  |
| 5  | غونار كنودسن         | الحزب الليبرالي          | 3383 | 9 سنوات و 3 أشهر و 4 أيام   |
| 6  | يوهان لودفيغ موفينكل | الحزب الليبرالي          | 2517 | 6 سنوات و 10 أشهر و 21 أيام |
| 7  | شيل ماغنه بونديفيك   | الحزب الديمقراطي المسيحي | 2341 | 6 سنوات و 4 أشهر و 29 يوما  |
| 8  | يوهانس ستين          | الحزب الليبرالي          | 2311 | 6 سنوات و 3 أشهر و 30 يوما  |
| 9  | بير بورتن            | حزب الوسط                | 1982 | 5 سنوات و 5 أشهر و 5 أيام   |
| 10 | أودفار نورلي         | حزب العمال               | 1847 | 5 سنوات و 20 يوما           |

## رؤساء وزراء سابقون
هناك خمسة رؤساء وزراء سابقين على قيد الحياة (في 2022):
- غرو هارلم برونتلاند (1939)، وخدمت 1981 و1986-1989 و1990-1996.
- شيل ماغنه بونديفيك (1947)، وخدم 1997-2000 و2001-2005.
- توربيورن ياغلاند (1950)، وخدم 1996-1997.
- ينس ستولتنبرغ (1959)، وخدم 2000-2001 و2005-2013.
- إرنا سولبرغ (1961)، وخدمت 2013–2021.

## معرض صور

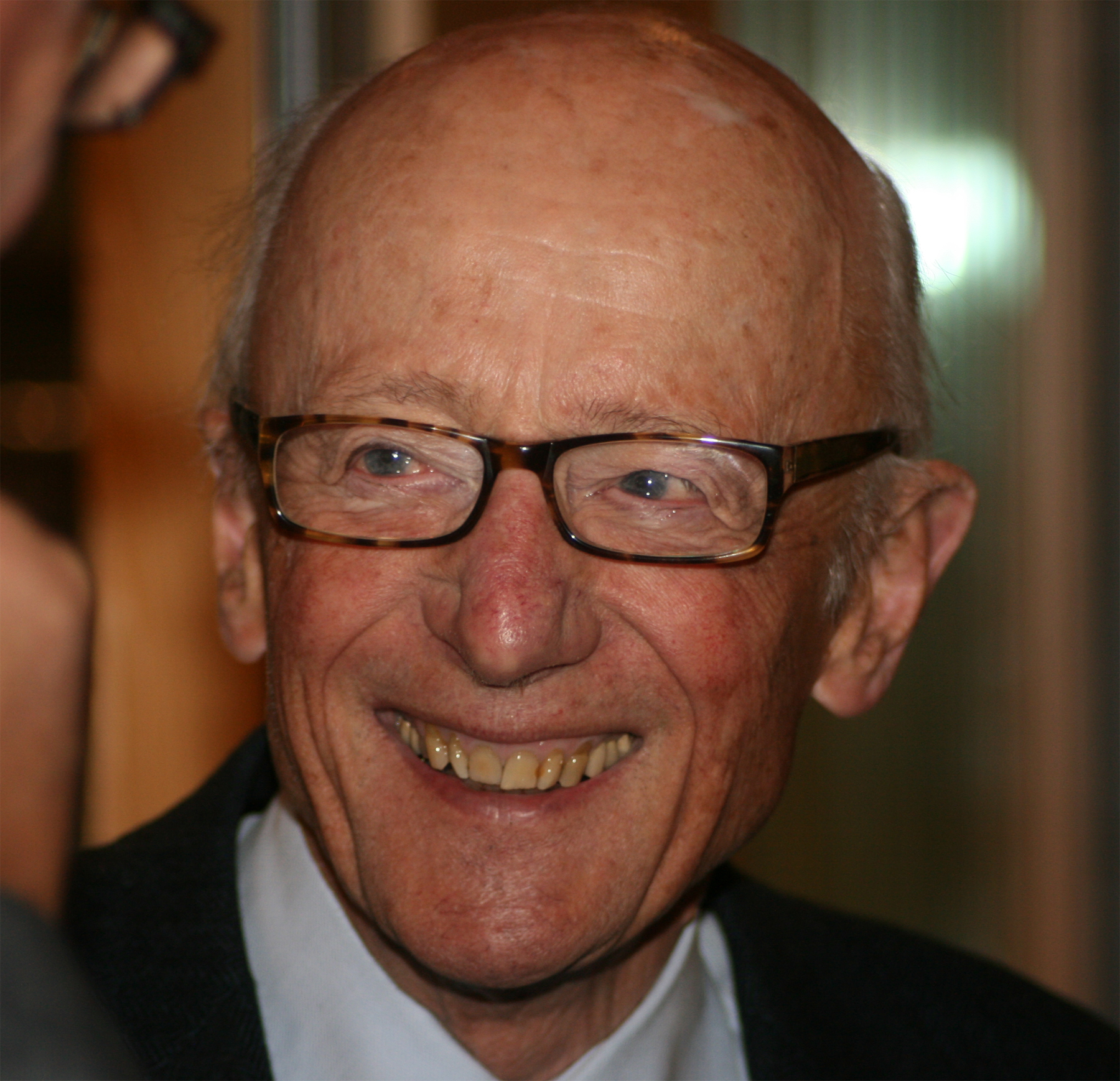
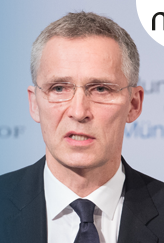
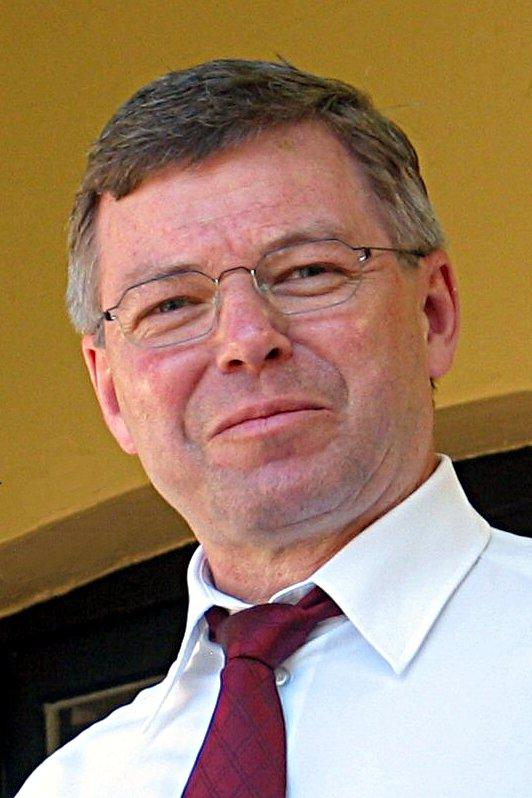
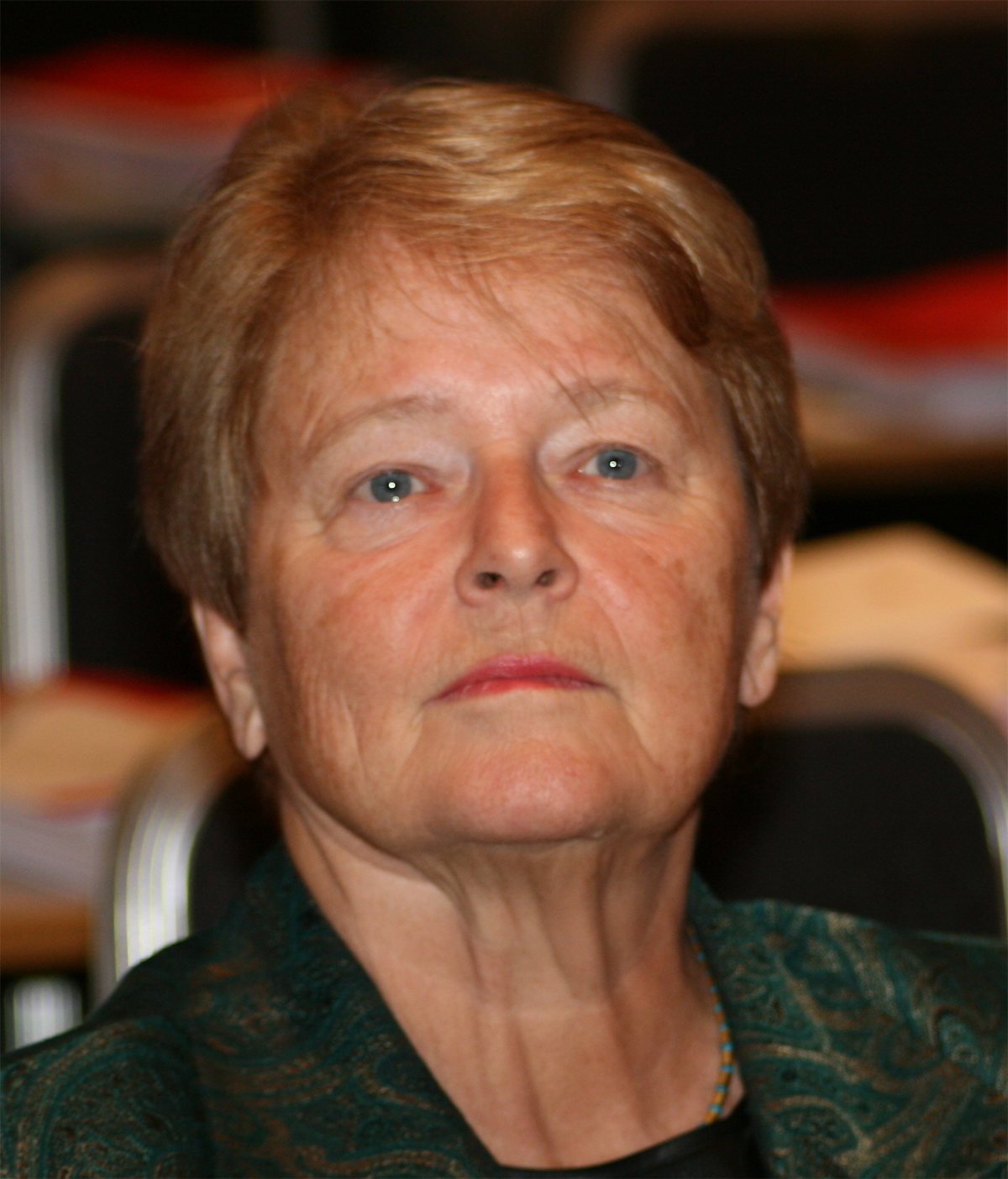
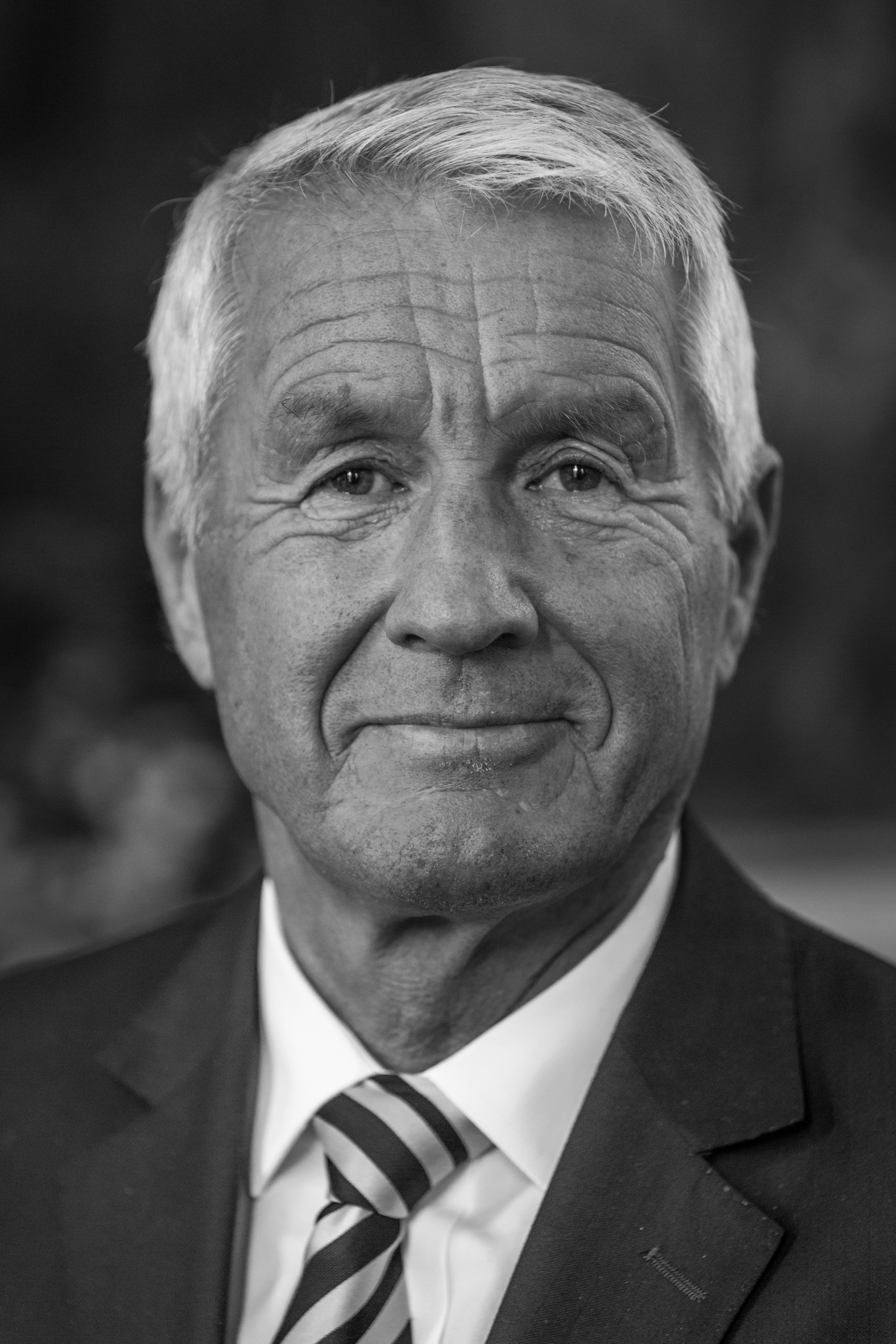

## وصلات خارجية
- الموقع الرسمي للحكومة النرويجية